# Sx̱ótsaqel/Chilliwack Lake Provincial Park
Der Sx̱ótsaqel/Chilliwack Lake Provincial Park ist ein 9258 Hektar großer Provincial Park in der kanadischen Provinz British Columbia. Er liegt etwa 30 Kilometer Luftlinie östlich von Chilliwack an der Grenze zu den Vereinigten Staaten von Amerika und ist über den Highway 1 (Trans-Canada-Highway) zu erreichen. Der Park liegt im Fraser Valley Regional District.

## Anlage
Der Sx̱ótsaqel/Chilliwack Lake Provincial Park erstreckt sich direkt nördlich der Grenze zum Bundesstaat Washington und bildet gemeinsam mit dem North-Cascades-Nationalpark, der Ross Lake National Recreation Area, der Lake Chelan National Recreation Area, dem Skagit Valley Provincial Park, der Cascade Provincial Recreation Area und dem Manning Provincial Park ein geschlossenes Schutzgebiet im Norden der Kaskadenkette.
Der Chilliwack Lake bildet den Kern des 9258 Hektar großen Parks, der neben dem See auch die Gipfel der Skagit Range umfasst. Neben dem namensgebenden See finden sich noch vier weitere Seen im Park (Lindeman Lake, Greendrop Lake, Flora Lake und Radium Lake). Diese sind jedoch alle deutlich kleiner als der Chilliwack Lake.
Der Park kann von Chilliwack über Sleese Park erreicht werden, die Chilliwack Lake Road beziehungsweise die Chilliwack Forestry Service Road ermöglichen den Zugang, die letzten 7 Kilometer der Strecke sind nicht befestigt.
Bei dem Park handelt es sich um ein Schutzgebiet der Kategorie II (Nationalpark).

## Geschichte
Wie bei fast allen Provinzparks in British Columbia gilt auch für diesen, dass er lange bevor die Gegend von europäischen Einwanderern besiedelt oder sie Teil eines Parks wurde, Jagd- und Fischereigebiet verschiedener Stämme der First Nations, zum Beispiel der Stó:lō oder der Nlaka'pamux, war.
Im Jahr 2021 wurde mit dem Protected Areas Of British Columbia Amendment Act (Bill 17-2021) der Parkname von „Chilliwack Lake Park“ in „Sx̱ótsaqel/Chilliwack Lake Park“ geändert.

## Flora und Fauna
In den Lower Mainlands gelegen, ist die im Park vorherrschende Klimazone die des gemäßigten Regenwaldes. Innerhalb des Ökosystems von British Columbia wird das Parkgebiet der Coastal Western Hemlock Zone (mit zwei verschiedenen Subzonen), der  Mountain Hemlock Zone sowie der Alpine Tundra Zone zugeordnet.
Entsprechend den sehr unterschiedlichen Ökozonen ist auch die Vegetation entsprechend umfangreich. An Bäumen finden sich hauptsächlich Küsten-Tanne, Riesen-Lebensbaum sowie Douglasien. Außerdem findet man neben der Sitka-Fichte und der Engelmann-Fichte auch eine Hybridform aus beiden. Obwohl eine intensive Forstwirtschaft stattgefunden hat, finden sich im Park auch noch Bereiche mit Primärwald, ursprünglichem Küstenregenwald.
Auch die Tierwelt ist im Park mit zahlreichen Arten verträten. Die Parkverwaltung erfasst 40 Arten von Säugetieren, 20 verschiedene Reptilien und Amphibien sowie über 130 verschiedene Vogelarten. Zu den vorkommenden Arten gehören neben anderen der Grizzlybär, der Roosevelt-Wapiti, die Rotzahnspitzmäuse und der Fleckenkauz. In den Bächen und Seen findet sich unter anderem Rotlachs, Silberlachs, Buckellachs, Amerikanischer Seesaibling, Dolly-Varden-Forelle, Cutthroat-Forelle und die Coregoninenart Prosopium williamsoni (englisch „Mountain whitefish“).

## Aktivitäten
Der Park ist ein beliebtes Ziel von Wanderern, Bergsteigern und anderen Outdoor-Sportlern. Er bietet eine Vielzahl von Wandermöglichkeiten, von leichten bis zu schweren, von Halbtageswanderungen bis zu mehrtägigen Wandertouren. Bei Wanderern beliebt ist auch der den Park durchquerende und insgesamt 18.078 Kilometer lange Trans Canada Trail. Der Park ist weiterhin Ausgangspunkt für längere Touren in die umliegenden Parks.
Der Park hat 146, nicht reservierbare, Stellplätze für Wohnmobile und Zelte und verfügt über einfache Sanitäranlagen. Für die Wanderer stehen in den verschiedenen Trailgebieten vorbereitete Zeltstellen zur Verfügung.